# 李亀年
李 亀年（り きねん、生没年不詳）は、中国唐の玄宗時期の音楽家。本貫は趙郡柏人県。李孝貞（北斉の文宣帝の皇后李祖娥の叔父の李希礼の子）の末裔にあたる。
玄宗の朝廷において宮廷音楽の代表的な楽人となった。安史の乱において、地方に流浪した。他の同時代の楽人とともに、「隋唐演義」や「長生殿」などのこの時代を舞台にした文芸作品に度々、登場している。

## 経歴
右散騎常侍の李景伯（宰相の李懐遠の子）の子として生まれた。
開元年間、長安において、弟の李彭年・李鶴年とともに音楽の才学によって盛名があった。音律に通暁し、馬仙期・賀懐智と並び称され、歌界に第一の名声があった。「渭川」という曲を作曲したことにより、玄宗から特別の恩寵を受けた。洛陽に大きな邸宅を持ち、その奢侈なること王公大臣さえも超え、邸宅の規模は、長安の貴顕にも匹敵していた。洛陽からはるばる長安まで通って、宮中に勤務したと伝わる。彼がいた梨園の楽曲はあたかも仙境のもののようであったと伝えられる。この頃、岐王李範や殿中監の崔滌（崔九）の邸宅に赴き、若い頃の杜甫に会っている。
玄宗が「紫雲廻」と「凌波曲」を作曲した時に演奏会を、玄宗・楊貴妃・寧王李憲・馬仙期・張野狐・賀懐智とともに行い、この時、李亀年は篳篥を担当している。
当時、宮廷となっていた興慶宮の沈香亭に牡丹が移植され、花を咲かせた時に、玄宗と楊貴妃の前で、李白の「清平調」を歌詞にした歌を披露している。この時、玄宗が玉笛で曲にあわせ、楊貴妃は葡萄酒を飲みながら、聞き入り、その歌は当代比類無いものであったと伝えられる。
天宝年間に梨園が設置された時、都における著名な楽士であったため、馬仙期・賀懐智とともに、梨園で職を任せられている。また、李亀年は羯鼓の達人であり、玄宗に鼓を打つ杖（桴）を何本折ったと問われた時、「50本は折りました」と答えている。玄宗はこの時、「まだまだ、修行が足りない。自分は3箱分、すでに折っている」と語ったと伝えられる。
安史の乱の後、長安から江南地方に流落し、人から乞われて歌を歌うことで生計を立てていた。この歌を聴いて、酒を飲むのを止め、面を覆って泣かないものはいなかったと伝えられる。潭州で、杜甫と再会し、杜甫は「江南逢李亀年」という詩を作成している。

## 同時代の楽人たち

### 張野狐
玄宗の演奏会では、箜篌を担当した。梨園の中で、篳篥において、第一とされる。また、俳優も兼ね、「弄参軍」（滑稽劇）を善くしたと伝えられる。安史の乱勃発後、玄宗とともに蜀に同行した。斜谷で長雨により、留まった時、玄宗は楊貴妃を悼み、「雨霖鈴」を作曲し、張野狐にその曲を授けた。唐の長安奪回後に、蜀から玄宗に同行し、その途中で、「還京楽」を作曲した。至徳年間に、玄宗が華清宮に赴いた時、玄宗に命じられて「雨霖鈴」を演奏した。半ばまで演奏したところで、玄宗は泣き崩れ、近臣はすすり泣いた。「雨霖鈴」は後世まで伝えられた。

### 賀懐智
鶏の筋を用いた弦を持つ石製の琵琶を、鉄の撥で弾いていた。また、皮弦を用いたこともあったが、この時は撥が壊れて演奏できなかったとされる。音律に通じ、李亀年、馬仙期と並ぶ有名な楽士であったため、梨園が創設された時、職を任された。玄宗の演奏会では、拍板を担当した。玄宗が碁を打っていた時に、その命令で琵琶を演奏した。その時、楊貴妃の布が彼の頭巾にかかり、その頭巾に楊貴妃が使っていた瑞竜香の香りが染み、安史の乱後まで残っていたので、玄宗に渡したと伝えられる。

### 李謩
李船というものから贈られた、鉄のように硬い竹で作った笛を吹くことに長じていた。亀茲（クチャ）の人に師事し、開元年間において、天下第一と評された。教坊の楽人であったが、月夜に船上で吹いているところに、蛟龍の化身と思われる人物に笛を貸し、その演奏に感服したという説話がある。また、越州を訪れた時に、独孤という姓の人物に、音色に亀茲の音楽が混じっていることや演奏の間違いを指摘され、そのため、これに敬服して師事したが、翌日には独孤が行方を消していたという説話も残っている。他にも、瓜州で彼が船上において演奏した時には、感動の余り、船上の客が泣き出したという説話もある。

### 馬仙期
音律に通じ、李亀年・賀懐智と並ぶ有名な楽士であったため、梨園が創設された時、職を任された。この時に梨園で奏でられる音楽は、仙境のものの様であったと伝えられる。玄宗の演奏会では、方響を担当した。

### 雷海青
安禄山によって、長安が陥落した後、多くの楽人たちとともに安禄山軍によって捕らわれた。数百人いた梨園の弟子とともに洛陽に連行され、安禄山の前で音楽を強要された。楽人たちは涙を流したが、安禄山の配下に白刃によって脅される。その時に、雷海青は、楽器を地面に投げ、西（長安の方角）を向いて慟哭したため、安禄山配下によって、支解（八つ裂き）にされた。同じ時に、安禄山に捕らわれ、官位を授けられた王維はこのことを聞き、これを悼む詩を作成した。また、道教の芸能神である田都元帥は彼を神格化したものだと考えられている。

## 伝記資料
- 楽史『楊太真外伝』
- 鄭処誨『明皇雑録』
- 段成式『酉陽雑俎』　今村与志雄訳注、平凡社東洋文庫全5巻
- 段安節『楽府雑録』
- 李肇『唐国史補』